# Rugby Club Cornellà
El Rugby Club Cornellà es un club de rugby español de Cornellá de Llobregat (Barcelona).

## Historia
El Rugby Club Cornellà es uno de los clubes de rugby más antiguos de España. Tiene su origen en 1930, cuando un grupo de jóvenes atletas de Cornellá de Llobregat empezaron a jugar a rugby en el seno de la Unió Esportiva Santboiana, club decano español. Un año más tarde constituyeron un club propio, el Rugby Club Cornellà. Disputaron su primer encuentro el 10 de mayo de 1931 contra el AE Joventut, venciendo por 10-6. 

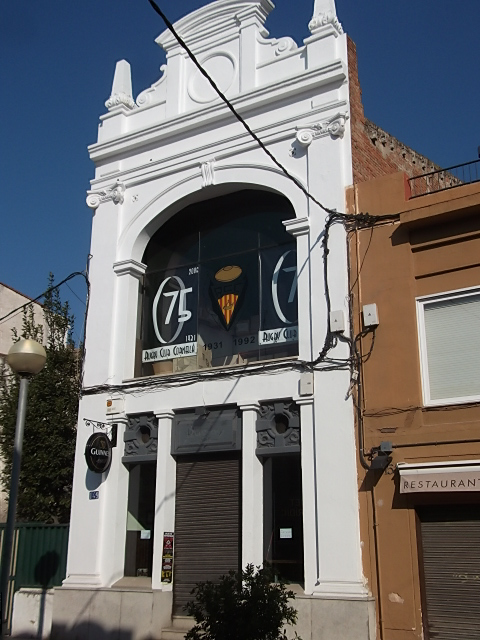
Sede del Rugby Club Cornellà, en el edificio histórico conocido como Concessionari Pirelli.

Construyó su primer estadio en la carretera de Esplugues, en los terrenos hoy ocupados por el Mercado Marsans. Fue inaugurado el 10 de octubre de 1933, con un partido frente al FC Barcelona. Contar con un campo de juego propio permitió al equipo dar un salto cualitativo. En 1934 disputó en Arlés (Francia) su primer partido en el extranjero. En 1935 y 1936 se proclamó subcampeón de Cataluña.
La Guerra Civil interrumpió la progresión del equipo, que cesó su actividad y perdió su terreno de juego. La entidad se reorganizó a partir de 1947. En los años siguientes se crearon secciones de atletismo, ciclismo, fútbol, baloncesto, hockey patines, tenis mesa y excursionismo.
En 1958 conquistó su primer título nacional, el Campeonato de España de Rugby de segunda categoría, superando en la final al Colegio Mayor Cisneros por 6-0. En 1966 inauguró su nuevo estadio junto a la ribera del río Llobregat, en el barrio de Riera.
En 1969 quedó subcampeón de España de segunda categoría, tras perder la final contra el CN Montjuïc. Tres años más tarde, la temporada 1971-72, logró ascender por primera vez a División de Honor, donde permaneció dos temporadas. En 1975 se proclamó campeón de Primera Nacional y logró regresar a la élite, donde se mantuvo una década.
En 1979 Pilar Pons fue elegida presidenta, siendo la primera mujer al frente de un club de rugby en España. Ese mismo año el RC Cornellà logró el mayor éxito de su historia, al proclamarse campeón de liga. Tras vencer en su grupo, no se disputó la fase final por el título y la Federación Española reconoció como campeones a los cuatro aspirantes.
La temporada 1994-95 fue su última participación en la División de Honor. Posteriormente jugó en Primera Nacional y en División de Honor B hasta 2008, cuando renunció a su plaza por motivo económicos, poniendo fin a una trayectoria de cuatro décadas en categoría nacional, incluyendo 15 temporadas en la División de Honor. Desde entonces ha jugado en divisiones regionales catalanas, completamente amateurs.

## Estadio
El Rugby Club Cornellà disputa sus partidos en el Estadio Municipal Pilar Pons, ubicado en el barrio de Riera de Cornellá de Llobregat. El recinto, que comparte con otro club local, el Cornellà Atlètic, está equipado con pistas de atletismo. El terreno de juego, de césped natural, tiene unas dimensiones de 110,6m × 70,7m. Cuenta, asimismo, con gradas con capacidad para 360 espectadores. Fue inaugurado en 2006 y desde 2018 lleva el nombre de Pilar Pons, en homenaje a la expresidenta del RC Cornellà y exconcejal de la ciudad, fallecida un año antes.
Con anterioridad, desde 1966, el RC Cornellà había jugado en un estadio municipal a pocos metros del actual, en la calle Sant Jeroni. Ubicado en la ribera del Llobregat, este campo se anegó varias veces por las crecidas del río, hasta que el cauce fue desviado en 1972. En 1986 llegó a albergar un partido internacional entre las selecciones de España y Escocia. Los terrenos fueron adquiridos por el RCD Espanyol para la construcción del RCDE Stadium. En 2004 el campo de rugby fue derribado y reconstruido en su actual ubicación.

## Palmarés
- Liga de División de Honor (1):  1979
- Liga de Primera División Nacional (4): 1975, 1988, 1994 y 2006
- Campeonato de España de segunda categoría / Copa FER (1): 1958